# میتسویو مائدا
میتسویو مائدا (انگلیسی: Mitsuyo Maeda; ۱۸ نوامبر ۱۸۷۸ – ۲۸ نوامبر ۱۹۴۱) جودوکار، ورزشکار هنرهای رزمی ترکیبی و کشتی‌گیر کشتی حرفه‌ای اهل ژاپن بود.